# Clube Equestre da Argentina

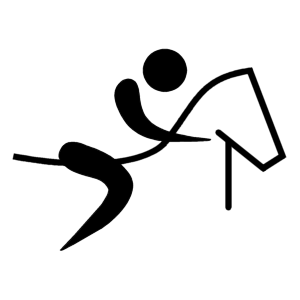
Símbolo olímpico da Equitação/Hipismo

O Clube Equestre da Argentina (em Castelhano: Club Hipico Argentino - CHA)é uma instituição dedicada ao hipismo na Argentina. Localiza-se em Buenos Aires e foi fundada em 1909, tendo Bernardo Meyer Pellegrini como seu primeiro presidente. Desde o princípio dos anos 1960 está na sua localização actual, na zona de Núñez, que em 1966 recebeu o VI Campeonato Mundial de Saltos. Em 2018, será sede do hipismo dos Jogos Olímpicos da Juventude, que se vão realizar na capital argentina. O seu maior picadeiro, coberto, pode albergar 5000 espectadores. O Clube tem capacidade para alojar 300 equinos em cavalariça e possui diversas pistas de areia e uma pista de gramado.

## Instalações
O Clube Equestre da Argentina dispõe de todas as infraestruturas necessárias a grandes eventos hípicos, nomeadamente cavalariça, bancadas para 5000 espectadores num picadeiro coberto e pistas de areia e outra de gramado. Possui igualmente uma piscina olímpica a céu aberto, disponível para sócios e seus convidados. Um ginásio coberto com equipamentos modernos está ao dispor daqueles que queiram fazer treino individual ou frequentar as aulas de ginástica que lá decorrem.
Por outro lado, o CHA dedica-se igualmente ao ensino da equitação, através da sua escola, a Escuela Argentina de Equitación. Dedica-se ao ensino de todas as modalidades equestres, como salto, adestramento, volteio e montagem a póneis.